# ANNIVERSARY (シドの曲)
「ANNIVERSARY」（アニバーサリー）は、日本のヴィジュアル系ロックバンド、シドの16枚目のシングル。Ki/oon Musicより発売された。

## 概要
本曲は、毎日放送系テレビアニメ『マギ The labyrinth of magic』の第2期オープニングテーマである。
また、カップリングには、V.I.PのSID 10th Anniversary LIVEで演奏されたライブ音源が収録されている。
本シングルの初回限定版A.B、期間生産限定版、通常版初回仕様にはスペシャルキャンペーン応募券#08が封入されている 他、対象店舗で予約・購入するとメンバー1人ずつが撮影されたポスターが特典としてプレゼントされる。
初回限定版に収録されているDVDは、SID 10th Anniversary TOUR 2013のライブ映像でバージョンによって収録内容が異なる。

## 収録曲
1. ANNIVERSARY
2. 砂の城
3. V.I.P(Live from 『SID 10th Anniversary LIVE』)

## 初回限定版
DVD
初回限定版A
SID 10th Anniversary TOUR 2013 ライブ映像ver.A
初回限定版B
SID 10th Anniversary TOUR 2013 ライブ映像ver.B

## 収録アルバム
- OUTSIDER (#1)
- SID ALL SINGLES BEST (#1）
- SID Anime Best 2008-2017 (#1)
- THE BEST OF MAGI

## カバー
ANNIVERSARY
- 戸松遥 - トリビュートアルバム『SID Tribute Album -Anime Songs-』（2023年12月6日発売）に収録。